# Resolució 2167 del Consell de Seguretat de les Nacions Unides
La Resolució 2167 del Consell de Seguretat de les Nacions Unides, pel que fa al paper crític de la cooperació regional en el manteniment de la pau i seguretat internacionals, fou adoptada per unanimitat el 28 de juliol de 2014. La resolució es va originar a través d'un debat iniciat per una carta enviada en data 3 de juliol pel representant permanent de Ruanda dirigida al Secretari General. El Consell va destacar que les organitzacions regionals (especialment la Unió Africana) haurien de prendre mesures concretes per reforçar les seves relacions i desenvolupar una associació més eficaç. La resolució reafirma el suport per a la cooperació de la Unió Africana i la Unió Europea amb les operacions de manteniment de la pau.

## Observacions
Actuant sota el Capítol VIII de la Carta de les Nacions Unides, el Consell de Seguretat va reafirmar les seves resolucions anteriors 1809 (2008), 2033 (2012) i 2086 (2013). Va reiterar la necessitat de la cooperació entre ONU i les organitzacions regionals per diversos motius, com ara:
- Funció important d'aquestes organitzacions en la consolidació de la pau després d'un conflicte en una regió;
- Capacitat per a les organitzacions regionals d'entendre les causes fonamentals dels conflictes armats a causa del seu coneixement de la regió, que pot ser un benefici per als seus esforços per influir en la prevenció o la resolució d'aquests conflictes.

## Actes
El Consell de Seguretat va destacar la utilitat del desenvolupament d'associacions efectives amb organitzacions regionals i subregionals. Aquesta associació és important perquè les entitats locals poden respondre a les disputes i les crisis emergents molt més ràpidament que l'ONU, impedint, o almenys, mitigar les conseqüències potencialment negatives.
El SC també va demanar a les organitzacions regionals que acceleressin el treball sobre l'establiment del "Sistema d'Arranjaments Standby" per a la prevenció de conflictes i el manteniment de la pau. El Consell també va convidar al Secretari General a coordinar i donar suport a la Comissió de la Unió Africana en el desenvolupament d'una llista de capacitats i recomanacions necessàries sobre la forma en que la Unió Africana pot desenvolupar encara més les seves capacitats militars, policials, tècniques, logístiques i administratives.